# Rasmus Dahlin
Pour les articles homonymes, voir Dahlin.
Rasmus Dahlin (né le 13 avril 2000 à Trollhättan en Suède) est un joueur professionnel suédois de hockey sur glace. Il évolue au poste de défenseur.

## Biographie
Formé au HC Lidköping, il rejoint l'équipe de jeunes du Frölunda HC en 2015. L'année suivante, il devient professionnel avec l'équipe de Frölunda au championnat élite suédois à l'âge de 16 ans. À cet âge, il est également le plus jeune joueur à prendre part au championnat du monde junior de 2017.
Il est unanimement perçu comme le premier choix du repêchage d'entrée dans la LNH 2018 et joue presque toute la saison 2017-2018 en championnat élite suédois. Il aide la Suède à remporter la médaille d'argent lors du championnat du monde junior de 2018 et participe aux Jeux olympiques d'hiver à Pyeongchang en Corée du Sud. Il est le plus jeune joueur de hockey à participer aux Jeux olympiques depuis 1984.
Il est repêché au 1er rang au total lors du repêchage de 2018, devenant le deuxième joueur suédois à réussir l'exploit, après Mats Sundin en 1989. Le 9 juillet 2018, il signe un contrat d'entrée de trois ans avec les Sabres de Buffalo. Il joue son premier match dans la LNH le 4 octobre dans une défaite de 4-0 face aux Bruins de Boston. Il compte son tout premier but dans la LNH le 13 octobre contre les Coyotes de l'Arizona. À la suite de sa saison recrue, le défenseur est parmi les trois finalistes du trophée Calder, décerné  au joueur recrue par excellence dans le circuit Bettman.
Le 22 septembre 2021, Dahlin s'entend avec les Sabres sur les modalités d'un nouveau contrat de 3 ans d'une valeur de 18 millions $. Au terme de la saison 2021-22, il atteint des sommets personnels de buts (13), de passes (40) et de points (53). Il est invité au 66e Match des étoiles.
Une année avant la fin de son contrat de 3 ans, il signe une prolongation de contrat de 8 ans, d'une valeur de 88 millions  $. Son augmentation de salaire annuel passera donc de 6 millions $ à 11 millions $ à compter de la saison 2024-2025. Le 26 septembre 2024, il est nommé capitaine des Sabres en remplacement de Kyle Okposo.

## Statistiques

### En club
| Saison     | Équipe            | Ligue         |     | Saison régulière | Saison régulière | Saison régulière | Saison régulière | Saison régulière |   | Séries éliminatoires | Séries éliminatoires | Séries éliminatoires | Séries éliminatoires | Séries éliminatoires |
| Saison     | Équipe            | Ligue         | PJ  | B                | A                | Pts              | Pun              | PJ               | B | A                    | Pts                  | Pun                  |                      |                      |
| 2015-2016  | Frölunda HC U20   | J20 SuperElit | 1   | 0                | 0                | 0                | 0                | -                | - | -                    | -                    | -                    |                      |                      |
| 2016-2017  | Frölunda HC U20   | J20 SuperElit | 24  | 9                | 13               | 22               | 74               | 1                | 0 | 0                    | 0                    | 0                    |                      |                      |
| 2016-2017  | Frölunda HC       | SHL           | 26  | 1                | 2                | 3                | 6                | 14               | 3 | 2                    | 5                    | 2                    |                      |                      |
| 2017-2018  | Frölunda HC U20   | J20 SuperElit | 1   | 1                | 1                | 2                | 0                | -                | - | -                    | -                    | -                    |                      |                      |
| 2017-2018  | Frölunda HC       | SHL           | 41  | 7                | 13               | 20               | 20               | 6                | 1 | 2                    | 3                    | 2                    |                      |                      |
| 2018-2019  | Sabres de Buffalo | LNH           | 82  | 9                | 35               | 44               | 34               | -                | - | -                    | -                    | -                    |                      |                      |
| 2019-2020  | Sabres de Buffalo | LNH           | 59  | 4                | 36               | 40               | 38               | -                | - | -                    | -                    | -                    |                      |                      |
| 2020-2021  | Sabres de Buffalo | LNH           | 56  | 5                | 18               | 23               | 26               | -                | - | -                    | -                    | -                    |                      |                      |
| 2021-2022  | Sabres de Buffalo | LNH           | 80  | 13               | 40               | 53               | 68               | -                | - | -                    | -                    | -                    |                      |                      |
| 2022-2023  | Sabres de Buffalo | LNH           | 78  | 15               | 58               | 73               | 92               | -                | - | -                    | -                    | -                    |                      |                      |
| 2023-2024  | Sabres de Buffalo | LNH           | 81  | 20               | 39               | 59               | 66               | -                | - | -                    | -                    | -                    |                      |                      |
| Totaux LNH | Totaux LNH        | Totaux LNH    | 436 | 66               | 226              | 292              | 324              | -                | - | -                    | -                    | -                    |                      |                      |

### En équipe nationale
| Année | Équipe    | Compétition                 |    | PJ | B | A | Pts | Pun | +/-                |  | Résultats |
| 2017  | Suède U20 | Championnat du monde junior | 7  | 1  | 1 | 2 | 4   | 0   | 4e place           |  |           |
| 2018  | Suède U20 | Championnat du monde junior | 7  | 0  | 6 | 6 | 6   | +7  | Médaille d'argent  |  |           |
| 2018  | Suède     | Jeux olympiques             | 2  | 0  | 1 | 1 | 0   | 0   | 5e place           |  |           |
| 2022  | Suède     | Championnat du monde        | 8  | 2  | 5 | 7 | 4   | +5  | 6e place           |  |           |
| 2024  | Suède     | Championnat du monde        | 10 | 2  | 7 | 9 | 29  | +4  | Médaille de bronze |  |           |
| 2025  | Suède     | Confrontation des 4 nations | 3  | 1  | 0 | 1 | 0   | 0   | 3e place           |  |           |

## Trophées et honneurs personnels

### Ligue nationale de hockey
- 2018-2019 :
  - sélectionné dans l'équipe d'étoiles des recrues
  - nommé recrue du mois de novembre en 2018
- 2021-2022 : participe au 66e Match des étoiles (1)
- 2022-2023 : participe au 67e Match des étoiles (2)
- 2023-2024 : participe au 68e Match des étoiles (3)